# Bakivți, Jîdaciv
Bakivți (în ucraineană Баківці) este localitatea de reședință a comunei Bakivți din raionul Jîdaciv, regiunea Liov, Ucraina.

## Demografie
Componența lingvistică a localității Bakivți
     Ucraineană (100%)
Conform recensământului din 2001, toată populația localității Bakivți era vorbitoare de ucraineană (100%).